# Cristiana Răduță
Cristiana Răduță (n. 4 mai 1977) este o actriță de teatru și cântăreață română. A câștigat Premiul Muzical MTV România pentru debut în 2002.
Este soția omului de afaceri Costel Bobic, cel care deține casa de producție muzicală Music&Music.